# Los Angeles Chargers
Los Angeles Chargers – zawodowy zespół futbolu amerykańskiego z siedzibą w Los Angeles w stanie Kalifornia. Drużyna jest obecnie członkiem Dywizji Zachodniej konferencji AFC ligi NFL.
Klub, założony w roku 1960 i początkowo występujący jako Los Angeles Chargers, stał się członkiem założycielem American Football League. Po jednym sezonie Chargers przenieśli swoją siedzibę z Los Angeles do San Diego, gdzie przebywali do końca sezonu 2016/2017.
12 stycznia 2017 prezes klubu Dean Spanos ogłosił, że po 56 latach klub wraca do Los Angeles.

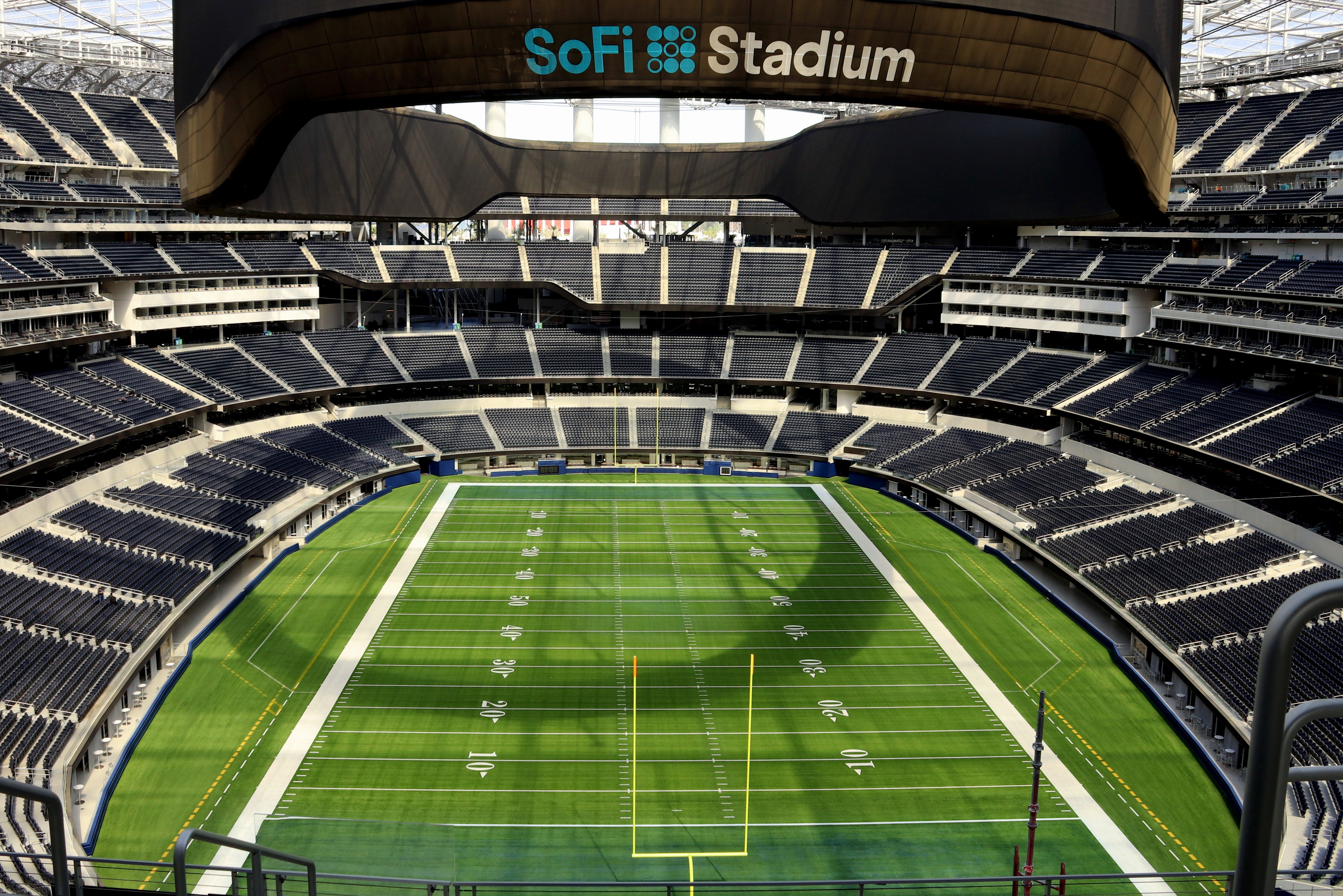
SoFi Stadium

Zespołowi udało się w roku 1963 zdobyć mistrzostwo ligi AFL, jedyne w dorobku klubu.

## Historia nazwy klubu
- Los Angeles Chargers (1960)
- San Diego Chargers (1961-2016)
- Los Angeles Chargers (od 2017)